# Izba Pamięci Jerzego Kukuczki w Istebnej
Izba Pamięci Jerzego Kukuczki w Istebnej – prywatne muzeum poświęcone wybitnemu polskiemu himalaiście Jerzemu Kukuczce. Obecnie prowadzone jest przez jego żonę, Cecylię.
Placówka zlokalizowana jest w domu, który Jerzy Kukuczka kupił od swojej rodziny w latach 80. XX wieku na terenie istebniańskiego przysiółka Wilcze. Powstała w 1996, w siedem lat po jego śmierci na stokach Lhotse. Obecnie w Izbie eksponowane są pamiątki po himalaiście: fotografie z wypraw, sprzęt wspinaczkowy, medale i odznaczenia oraz książki.
Izbę można zwiedzać po uprzednim uzgodnieniu telefonicznym.